# Australian State Coach

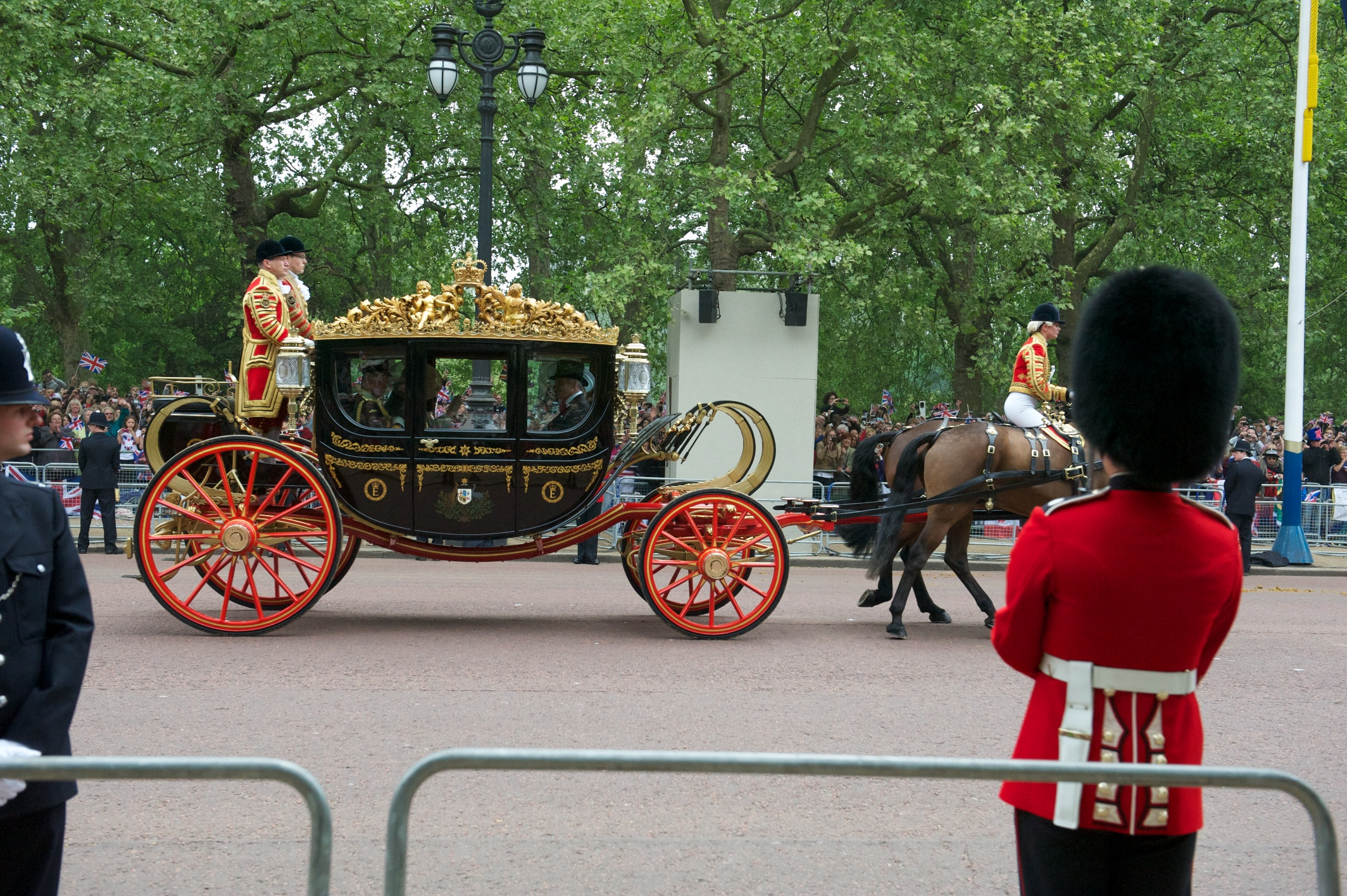
O Australian State Coach em uso para o casamento do duque e da duquesa de Cambridge, 2011.

O Australian State Coach (em português: Carruagem de Estado Australiana) é uma carruagem fechada, seis horse-drawn usado pela família real britânica. A carruagem foi apresentada à Rainha Isabel II da Austrália e do Reino Unido como o presente oficial por ocasião do Bicentenário da Austrália em 8 de maio de 1988, e usado pela primeira vez em novembro daquele ano na Abertura Estadual do Parlamento. A carruagem foi um presente do povo australiano e foi projetado e construído pelo construtor de carruagem W. J. Frecklington, que posteriormente construiu o Carruagem de Estado do Jubileu de Diamante para a Rainha Isabel II como uma iniciativa privada. O Australian State Coach é algumas vezes usado na Abertura do Parlamento e em outras ocasiões do estado envolvendo as famílias reais australianas ou estrangeiras, como a visita da Rainha Margarida II da Dinamarca em 2000. Como uma das mais modernas carruagens reais, equipado com vidros elétricos, aquecimento e estabilizadores hidráulicos; Por isso, é regularmente usado para tais ocasiões. A Carruagem de Estado Australiana é geralmente mantido no Royal Mews, onde pode ser visto pelo público.
O Australian State Coach foi usado para levar o Príncipe de Gales, a Duquesa da Cornualha e o Sr. e Sra. Middleton da Abadia de Westminster ao Palácio de Buckingham após o casamento do Príncipe William, Duque de Cambridge e Catherine Middleton em 29 de abril de 2011.

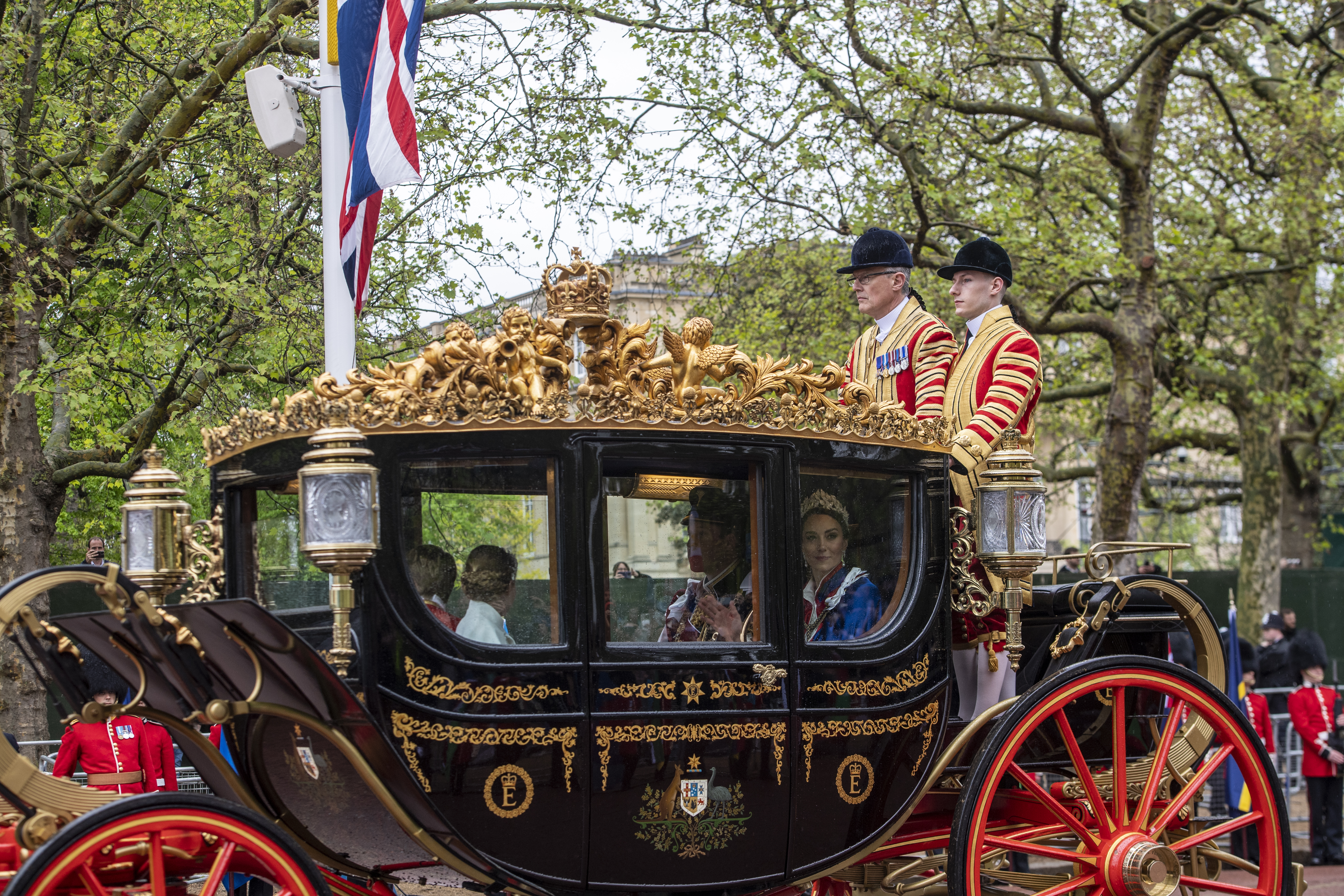
O treinador australiano transportando os Príncipes de Gales e seus filhos, após a coroação de Charles III em 2023,

Em 5 de junho de 2012, a Carruagem de Estado Australiana foi, em caso de chuva, uma alternativa para a procissão do Westminster Hall ao Palácio de Buckingham para o Jubileu de Diamante da Rainha Isabel II. No entanto, foi decidido que o clima estava em condições para que o Landau de Estado de 1902 fosse utilizado para transportar a Rainha, o Príncipe de Gales e a Duquesa da Cornualha.